# Christophe Lattaignant
Christophe Lattaignant (Boulogne-sur-Mer, 18 settembre 1971) è un canottiere francese.

## Biografia
La sua squadra di club è stata il Aviron Boulonnais di Boulogne-sur-Mer.
Ha rappresentato la Francia ai Giochi olimpici estivi di Atene 2004 classificandosi 6º nell'otto, con Donatien Mortelette, Bastien Ripoll, Bastien Gallet, Julien Peudecoeur, Jean-Baptiste Macquet, Anthony Perrot, Laurent Cadot e Jean-David Bernard.

## Palmarès
- Mondiali

Tampere 1995: argento nei 2 con;
Aiguebelette-le-Lac 1997: oro nel 2 con;
Lucerna 2001: oro nel 4 con; oro nell'8;